# آکیکوی ۹۹۸۵
سیارک ۹۹۸۵ (به انگلیسی: 9985 Akiko، نامگذاری:1996JF) نه هزار و نهصد و هشتاد و پنجمین سیارک کشف شده‌است که در ۱۲ مه ۱۹۹۶ کشف شد.
قدر مطلق سیارک برابر ۱۴٫۸۰ است.